# Жупа (Трбовље)
Жупа (словен. Župa) је насељено место у општини Трбовље, Засавска регија, Словенија.

## Историја
До територијалне реорганизације у Словенији била је у саставу старе општине Трбовље.

## Становништво
У попису становништва из 2011. године, Жупа је имала 104 становника.
| Број становника према пописима | Број становника према пописима | Број становника према пописима |
| ------------------------------ | ------------------------------ | ------------------------------ |
| 1991                           | 2002                           | 2011                           |
| 111                            | 113                            | 104                            |

Напомена: Настало је спајањем укинутог насеља Матица са делом одвојеним од насеља Кључевица.